# Simulium sacculiferum
Simulium sacculiferum är en tvåvingeart som beskrevs av Alex Fain och Félix Dujardin 1983. Simulium sacculiferum ingår i släktet Simulium och familjen knott. Inga underarter finns listade i Catalogue of Life.